# She's Not You
She's Not You — пісня записана у 1962 році одним з найвідоміших американських поп-виконавців — Елвісом Преслі. У США пісня зайняла п'яте місце у чарті Billboard Hot 100, а у Великої Британії — перше, де й протрималась протягом трьох тижнів. Текст пісні написаний авторами — Доком Помасом, Майком Стіллером та Джеррі Лейбером.